# 批判左翼
批判左翼（義大利語：Sinistra Critica，缩写为SC）是意大利的一个已不存在的托洛茨基主义政党。它原为重建共产党的政治派系。2007年12月8日，成为独立政党。2013年7月30日，该党由于内部分歧而宣布解散，部分成员另建反资本主义左翼。该党的意识形态是共产主义、托洛茨基主义、反斯大林主义。该党曾是第四国际的支部。